# 雖然30但仍17
《雖然30但仍17》（韓語：서른이지만 열일곱입니다），為韓國SBS於2018年7月23日起每逢週一、週二晚間10時播出的月火連續劇，由申惠善及梁世宗主演，《聽見你的聲音》、《皮諾丘》趙秀沅導演與《高校處世王》、《她很漂亮》趙成熙作家合作打造。此劇講述年齡和肉體30歲、但是精神還停留在17歲的禹書莉（申惠善 飾），與誤以為自己害死了禹書莉的封閉孔宇振（梁世宗 飾），兩人相遇後發生的療癒故事。

本劇自播出以來，在月火劇同檔迷你劇中，連續蟬聯全時段收視冠軍，主演群出眾的演技與清新的劇本大獲好評，收視率持續上揚，頻創自身最高收視成績。

## 劇情大意
前程似錦又天然迷糊的天才小提琴演奏家禹書莉（朴蒔恩飾）在花樣年華的17歲獲選頂尖音樂大學，受到許多人喜愛，她遇上一名暗戀她的男孩孔宇振（尹燦榮 飾），一日孔宇振在公車上巧遇禹書莉，為了挽留她在公車上的時間而告訴她錯誤的資訊，卻因此讓她遭遇到車禍。由於認錯名字，誤以為自己害死了禹書莉的孔宇振精神大受打擊，從此封閉內心。
腦部重創的禹書莉大難不死，昏迷了13年後奇跡甦醒的禹書莉（申惠善 飾），雖然年齡和肉體30歲，但是她的精神還停留在17歲。面對一切都已經人事全非，找不到自己的親友，沒有辦法接受自己的她逃離醫院，只想要回到那個充滿回憶的家，卻得知自己家已經被舅舅賣給誤以為害死了禹書莉的孔宇振（梁世宗 飾）。因為兩人都已經長大認不出來彼此，封閉內心的孔宇振在外甥柳燦（安孝燮飾）、與女管家（芮智媛飾）的幫助下，答應禹書莉在找到失蹤家人前，可以暫時住在自己家中。
從高中時就喜歡女主角禹書莉的男生金亨泰(尹善宇飾）為了救醒她而放棄自己的夢想，苦讀成為醫生，回到韓國卻發現禹書莉失蹤，焦急萬分，便到禹書莉家尋找，卻總是陰錯陽差的錯開。不管對30歲的自己多麼陌生害怕，禹書莉沒有時間也沒有空展示悲傷，她一直像她拉的小提琴一樣，飛揚熱情，學習世界，給了長期封閉的孔宇振笑容。在處處充滿驚奇溫馨的相處過後，孔宇振發現，眼前這個禹書莉，居然總是會跟以前那個他認為被自己害死的少女有那麼多相似處，當他發現自己對禹書莉的感覺已經不一般之後，他更恐懼了。
在錯置的真相歸位以後，孔宇振把自己當成不祥之人，想再次逃避，但兩人深入的情感彼此互相拉鋸，以及柳燦等朋友的支持，成功敲開孔宇振的內心，鼓起勇氣的孔宇振回家向禹書莉揭發真相，兩人解開當年的誤會。禹書莉重新拉起小提琴，並且知道了一家人失蹤的真相，在喜歡自己的柳燦、金亨泰二人的祝福下，與孔宇振過著幸福生活。

## 演員陣容

### 主要人物
| 演員                                     | 角色              | 介紹 | 香港配音 | 台灣配音                | 台灣配音                |
| 演員                                     | 角色              | 介紹 | 香港配音 | 台灣八大、U频道         | 馬新ONE TV              |
| 申惠善 （童年：李孝妃） （少年：朴蒔恩） | 禹書莉            | 女，17→30歲。前程似錦的小提琴演奏者，卻在17歲的花樣年華，出了一場車禍意外，此後陷入長達13年的昏迷。某一日因清潔人員的手錶反光照射刺激，在眾人的詫異中奇蹟般的甦醒了。醒過來的她，看著鏡子中有著清晰皺紋的陌生女人，卻驚慌的問自己：「這位大媽是誰？」整整13年過去，她的外表已是年齡30歲的女性身軀，13年空白人生就這樣虛無的度過了，曾經被德國著名的音樂學院特許提前入學、前程似錦的天才小提琴家，一覺醒來卻晴天霹靂變成只有國中學歷的30歲女人，被偷走的13年青春要用什麼樣的光速才能追回？內心世界還停留在17歲的曲折女子，再重新遇到宇振時，晚熟的人生歷練，一步一步的在愛情與現實中緩緩成長。 | 楊婉潼   | 魏晶琦                  | 楊凱凱                  |
| 梁世宗 （少年：尹燦榮）                  | 孔宇振            | 男，17→30歲。舞台設計師。13年前因故而目睹了一場車禍意外，讓他自我封閉了心靈，不再與任何陌生人互動。不知不覺，他已成長為30歲的大人，從事舞台設計工作，製作著與實物1:40大小的模型，身上總是帶著捲尺，有著動不動就順手量起身邊物品尺寸的奇特職業病，讓他常被誤會是變態。走路時總戴著耳機，卻沒有在聽音樂，只是藉此對外傳達「別靠近我」的訊息。但他卻不是一成不變、乏味冷血的男人，常在莫名其妙的時間點會突然開起奇怪的玩笑，莫名散發出一種獨特的迷人魅力。半年工作、半年切換為波希米亞人的生活模式，工作結束的某一天，就開著露營車揚長而去，拍照、釣魚、看演出、流浪在世界各地。半年休息時間結束時，帶著一頭蓬亂的獅子頭與鬍子重返人間，看起來就像愛斯基摩人一樣。有一天，13年前間接造成他人生陰影的事故主角突然出現，與這位與世隔絕的「隔離男」，人生開始起了一陣又一陣的波瀾⋯⋯ | 杜景煜   | 李世揚                  | 于正昌 （少年：蔣鐵城） |
| 安孝燮 （童年：徐允赫）                  | 柳燦              | 男，6→19歲。孔宇振的外甥。以李小龍的經典台詞 “Don't think. Feel!”作為人生的座右銘。隨心所欲過日子的熱血高中生，在德國出生，行醫的父母為了前往非洲做醫療服務而離家，只得跟著舅舅一起生活。有著出眾的運動神經，平時是一位有著爽朗笑容的快活少年，運動時卻會點燃巨大的求勝慾望，是一個努力的天才。這樣一位總是渾身汗味的運動員，卻有著溫暖細膩的內心，非常珍惜身邊人，貼心純粹到連頭腦都很單純。曾喜歡禹書莉。 | 陳成港   | 宋昱璁 （童年：傅其慧） | 蔣鐵城 （童年：汪世瑋） |
| 芮智媛                                   | Jennifer / 黃美靜 | 女，年齡不詳。謎樣的管家，身分不明，本名不詳，年齡不詳，家庭關係不詳，居住地亦不詳。被稱呼為姨母時，會以平淡的語氣說出“Please call me Jennifer!”這句話，爾後就自然而然被大家稱為Jennifer。完美的處理著各種家務工作。懂得很多冷知識。亦為跆拳道黑帶。外表看來約莫40歲上下，整天穿著熨燙得平整無暇的白襯衫與黑裙，加上一副黑色墨鏡，就是她的個人標誌。面無表情的臉上完全看不出內心在想什麼，卻總是默默觀察著家人的心理狀態，以話語裡的溫暖與大人味，散發出奇妙穩健的魅力。但，她的真實身份到底是什麼？ | 錢惠玲   | 傅其慧                  | 汪世瑋                  |

### 宇振家庭相關人物
| 演員   | 角色         | 介紹 | 香港配音 | 台灣配音        | 台灣配音   |
| 演員   | 角色         | 介紹 | 香港配音 | 台灣八大、U频道 | 馬新ONE TV |
| 趙賢植 | 韓德洙       | 男，19歲，高中生。柳燦好友，賽艇部成員。個性溫暖，有著看來像35、36歲一般的老氣臉龐，就算說是40歲也會有人相信。睡覺之外的時間，幾乎都和海範混在一起。是三人之中的大腦擔當，也是個可靠的朋友。 | 何家裕   | 孟慶府          | 林正騏     |
| 李到晛 | 董海範       | 男，19歲，高中生。柳燦好友，賽艇部成員。出生於暴發戶的高顏值帥氣男，青春美好的皮相之下，只有一顆完全沒有知性的青春大腦。性格和大腦一樣透明，無拘無束厚著臉皮在過日子。 | 嚴鎮華   | 李世揚          | 何志威     |
| -      | 碰碰/德九    | 狗，16歲。為了安慰14歲失去雙親的書莉，舅舅金賢圭送給她這隻小狗，對她起了很大的撫慰作用，書莉用蕭邦的小狗圓舞曲為他取名為「碰碰」。基於某些莫名的原因（舅舅、舅媽因故匆匆賣掉書莉家，但未帶走碰碰，後面接手的房主幫忙繼續飼養），後來碰碰以「德九」之名長大，成為宇振的生活伴侶犬。跟宇振一起過另一半的流浪生活是德九最害怕的事。 | -        | -               | -          |
| -      | 小雞（公雞） | 柳燦的寵物小雞。被柳燦從整排正在傾倒的自行車中驚險救出。也從柳燦身上得到很多愛（專屬雞屋，也隨著身軀大小，逐漸變大）。 | -        | -               | -          |

### 宇振公司相關人物
| 演員   | 角色   | 介紹 | 香港配音 | 台灣配音        | 台灣配音   |
| 演員   | 角色   | 介紹 | 香港配音 | 台灣八大、U频道 | 馬新ONE TV |
| 鄭釉珍 | 姜熙秀 | 女，30歲，Cheawoom舞台設計公司代表。個性開朗，自信、幹練而時尚，展現「漂亮的姊姊」形象。是宇振在德國學習設計時認識的大學同學，兩人共事多年，工作上彼此配合得很好，對宇振有種說不出來的複雜微妙感情。 | 莊巧兒   | 傅其慧          | 詹雅菁     |
| 安勝鈞 | 陳賢   | 男，26歲。Cheawoom舞台設計公司的老么和氣氛的帶動者。脖子上總是戴著大大的耳機。隨時都興致高昂，據說愛撒嬌，在宇振和熙秀間扮演著仲裁者的協調角色。                                                     | 陳漢祺   | 黃天佑          | 宋昱璁     |

### 書莉相關人物
| 演員                    | 角色           | 介紹 | 香港配音 | 台灣配音        | 台灣配音   |
| 演員                    | 角色           | 介紹 | 香港配音 | 台灣八大、U频道 | 馬新ONE TV |
| 尹善宇 （少年：王錫賢） | 金亨泰         | 男，17→30歲。神經外科住院醫師第一年。高中時的夢想是成為書莉的男友、丈夫。誰知有一天，他構築的世界卻一夕崩塌。此後決心成為一名醫生，經過苦讀重考四次，終於考上醫科大學。13年後，30歲的他已成為一名穩重成熟的醫生。雖然書莉由昏迷中甦醒的機率近乎於零，但就是無法說服自己放棄。不知道是否為命運捉弄，在海外緊急醫療團的調任下離開韓國期間，書莉卻奇蹟似的甦醒了，經過一段時間努力復健與治療，渴望找回失聯的家人與朋友的書莉，在能自主行動後擅自離開醫院，自此失去蹤跡。調任期結束後返回韓國的亨泰，這才知道原本重度昏迷的書莉已經失去芳蹤，他的人生就此陷入難以控制的恐慌中⋯⋯ | 陳健豪   | 于正昌          | 宋昱璁     |
| 王智媛 （少年：趙秀芝） | 金泰琳 Rin Kim | 女，17→30歲。小提琴演奏家、音樂總監。出生於知名音樂世家，備受母親的呵護與期待，專攻小提琴，以不斷的練習和沒有絲毫差錯的標準演奏拿下許多大賽獎項，成為專業小提琴演奏家。13年後，她成了一位由維也納學成歸來的小提琴家，也是具備美貌與實力的最年輕教授，預約了未來人生是一片坦途。誰知道她的人生會無預警的與那個女孩重逢，偶然間竟然又遇到了和自己演奏類型完全相反、曾備受矚目且擊敗自己拿下大獎的書莉，迎來了人生的大拐點。 | 顧詠雪   | 魏晶琦          | 汪世瑋     |

### 其他人物
| 演員   | 角色           | 介紹 | 香港配音 | 台灣配音        | 台灣配音   |
| 演員   | 角色           | 介紹 | 香港配音 | 台灣八大、U频道 | 馬新ONE TV |
| 趙宥晶 | 李莉安(李麗安) | 女，19歲。自稱是柳燦的女友。個性剛強任性。成績名次優良。為慶祝同學艦艇個人比賽得金，把自己成績優良的懸掛布條撤下，轉掛同學的慶賀布條。 | 莫曉晴   | 王貞令          | 鄭郁欣     |
| 李承俊 | 金玄奎         | 男，26歲→行蹤不明（死亡）。書莉的舅舅。16年前親姊姊和姊夫突然死亡。年紀輕輕才20多歲的他才剛結婚一年，要照顧14歲的外甥女並不是件簡單的事情。但是為了取代書莉父母的角色，盡了全力讓她感覺就像是親生女兒一樣。是一位像朋友一般相處的有趣舅舅。但是，當書莉陷入了漫長的昏迷，已在醫院躺了不知多久後，在照顧其約兩年左右，因故變賣外甥女居住的房屋，自此消失得無影無蹤。                                                                         | 蔡威賢   |                 |            |
| 沈宜英 | 鞠美萱(國美賢) | 女，27歲→行蹤不明。書莉的舅媽。就讀研究所時，結婚一年的自己27歲了，為了照顧被父母留在世間的外甥女，舅媽擔負起媽媽的角色。提著小提琴陪著書莉去參加國際比賽，以監護人的角色同行。她積極支持著姪女，不料書莉卻發生事故，此後原因不明的陷入長期昏迷，照顧了一段時間後，舅媽就突然消聲匿跡了⋯⋯ |          | 魏晶琦          | 詹雅菁     |
| 李雅賢 | 孔賢貞         | 女，42歲。外科醫生。宇振的姊姊，柳燦的媽媽。是一個性格大喇喇的女中豪傑，也是擁有自由靈魂的外科醫生。23歲時和丈夫在德國讀醫學院，生下了燦。13年前，宇振突然從藝術高中退學，飛到德國來，她不厭其煩的再三追問，就算施以拳打腳踢，宇振卻一個字也不肯說。她只好如同過去一般扮演堅強姊姊的角色。還好宇振也很快適應了德國的生活。9年前離開了工作的德國醫院和丈夫一起開業，後來為了完成人生長久以來的宿願，前往非洲做醫療服務，柳燦就交給宇振照顧。 | 王慧珠   | 魏晶琦          |            |
| 全益玲 | 金賢真         | 女，死亡。書莉的母親。考上國立音樂大學，主修小提琴，希望將來能去德國的大學繼續進修，在歐洲舞台上演出。但是卻意外懷孕了，只好結婚，去歐洲的夢想也放棄了。之後成為平凡的家庭主婦，過著滿足幸福的生活。自己的音樂天賦就全部灌注給熱愛音樂的書莉，她悉心呵護著那雙拉小提琴的手，連一點污垢都不讓女兒碰到。然而幸福的生活卻不夠長久，一場意外的隧道坍塌事故，帶走了她的生命。                                                                    | 梁佩瑤   | 魏晶琦          |            |
| 全培秀 | 禹承憲         | 男，死亡。書莉的父親。成功的建築師。為了讓5歲開始拉小提琴的獨生女不用看鄰居的臉色，可以盡情的練習，直接設計了一間大大的獨棟住宅送給了她。屋內非常明確的根據三個家人的意見，精心設計了每個空間，所以每個角落都有一家三口要在這裏幸福過一輩子的約定，過著比誰都過着幸福的生活。 但是書莉14歲的時候，他和妻子一起踫上了隧道坍塌事故，意外地結束了生命。                                                                                        |          |                 |            |
| 任秉基 | 孔英煥         | 宇振的父親。住在濟州島。11年前，偶然間透過仲介買下書莉的家，因暫時用不到，交給兒女居住管理。 | 陈健豪   | 黃天佑          | 何志威     |
| 李書妍 | 盧秀美         | 女，17歲。書莉高中時的摯友，不但同班而且同桌，但因為交通事故當場死亡。亦因書莉曾誤穿有「秀美」名條的高中體育服，於天橋駐留觀景時，被宇振誤認，而後因故，誤認為書莉是因他而死，也讓宇振罹患心理疾病，不再與他人相處，封閉自己的情感世界。 | 顧詠雪   | 王貞令          | 詹雅菁     |
| 徐允兒 |                | 顧客 |          |                 |            |
| 金珉賞 | 柳重善         | 精神科醫師 | 蔡威賢   |                 |            |
| 利旻   |                | 禹書莉與金亨泰的學生主任 |          | 黃天佑          |            |
| 朴允英 |                | 禹書莉的朋友 |          | 傅其慧          |            |
| 金知藝 |                | 照顧禹書莉的希望康復療養院護士 | 羅婉楓   | 王貞令          | 鄭郁欣     |
| 孫善   |                | 照顧禹書莉的希望康復療養院護士 |          | 傅其慧          | 詹雅菁     |
| 劉玉姝 |                | 照顧禹書莉的希望康復療養院復健師 |          | 傅其慧          |            |
| 周富珍 |                | 書莉在療養院遇到的老奶奶，給書莉棒棒糖 | 庄巧儿   |                 |            |
| 姜雲   |                | 攝影師 |          |                 |            |
| 河道權 |                | 泰山高中賽艇部教練 | 蔡威賢   | 黃天佑          |            |
| 池大韓 |                | 禹書莉去要求協尋親友的派出所警察 |          | 于正昌          |            |
| 鄭慶川 |                | 禹書莉去要求協尋親友的派出所警察 |          |                 |            |
| 柳賢哲 |                | 超市賣馬鈴薯、西瓜的販賣員 |          | 于正昌          |            |
| 玉周梨 |                | 機場清潔大嬸（第28集） |          | 傅其慧          |            |
| 朴勝泰 | 禹善姬         | 在酒吧工作名叫禹善姬的奶奶 |          | 傅其慧          |            |
| 白才振 |                | 舞臺設計所長，欣賞禹瑞麗的才華想介紹自己當韓醫的兒子給她。 |          |                 |            |
| 李慶勳 |                | 跟柳燦說他踩到口香糖的小男孩 |          |                 |            |
| 趙以賢 | 金民奎(金民珪) | 鞠美萱的兒子，書莉的表弟 | 罗婉枫   |                 |            |
| 成賢美 |                | 看到尋人傳單後打電話來的女子 |          |                 |            |
| 曹美女 |                | Jennifer「美靜定食」店的客人 | 顾咏雪   | 傅其慧          |            |
|        |                | 禹書莉正在協尋親友的大樓保全。 |          | 黃天佑          |            |
|        |                | 禹書莉正在協尋親友的甲洗衣店老闆娘。 |          | 傅其慧          |            |
|        |                | 禹書莉正在協尋親友的乙洗衣店老闆 |          |                 |            |
|        |                | 拉禹書莉的酒客。 |          | 于正昌          |            |
|        |                | 男街友甲。 |          | 黃天佑          |            |
|        |                | 學校保全。 |          | 黃天佑          |            |

### 特別出演
| 演員   | 角色   | 介紹                                       | 出演集數          | 香港配音 | 台灣配音        | 台灣配音   |
| 演員   | 角色   | 介紹                                       | 出演集數          | 香港配音 | 台灣八大、U频道 | 馬新ONE TV |
| 洪基俊 | 金尚植 | 肇事卡車司機，幫書莉繳了醫療費。最後自首   | 1、28、30         |          | 黃天佑          |            |
| 朴鍾勳 | 沈明煥 | 幫助禹書莉東山再起的小提琴家               | 3、15、17～23、32 |          |                 |            |
| 金光奎 |        | 小提琴維修行老闆                           | 5、6、19          |          | 黃天佑          |            |
| 鄭昊彬 | 卞基哲 | 統籌「One音樂節」的委員長                  | 6、15、18、20～22 | 蔡威賢   | 宋昱璁          |            |
| 李令恩 |        | 穿著黃色高跟鞋的神秘人物（Jennifer的小姑） | 8、10、12、16、32 | 羅婉楓   | 王貞令          |            |
| 權赫秀 |        | Cheawoom舞台設計公司老客戶朴王德之子       | 13                |          |                 |            |
| 鄭珍雲 | 鄭珍雲 | 豐鎮高中賽艇部主將                         | 24、25            | 孫國統   | 于正昌          |            |
| 金榮在 | 金泰震 | Jennifer的丈夫，死於交通事故               | 28、30            | 李家傑   |                 |            |
|        |        | Jennifer的公公                             |                   |          | 于正昌          |            |

## 原聲帶
- Part.1（發行日期：2018年7月30日）

| 曲序 | 曲目               | 演唱             | 时长 |
| ---- | ------------------ | ---------------- | ---- |
| 1.   | Seventeen          | Every Single Day | 3:27 |
| 2.   | Seventeen（Inst.） |                  | 3:27 |

- Part.2（發行日期：2018年8月7日）

| 曲序 | 曲目               | 演唱 | 时长 |
| ---- | ------------------ | ---- | ---- |
| 1.   | Just stay          | 孝琳 | 3:32 |
| 2.   | Just stay（Inst.） |      | 3:32 |

- Part.3（發行日期：2018年8月13日）

| 曲序 | 曲目                  | 演唱  | 时长 |
| ---- | --------------------- | ----- | ---- |
| 1.   | Thirty Waltz          | Tarin | 3:46 |
| 2.   | Thirty Waltz（Inst.） |       | 3:46 |

- Part.4（發行日期：2018年8月21日）

| 曲序 | 曲目                            | 演唱  | 时长 |
| ---- | ------------------------------- | ----- | ---- |
| 1.   | 我心裡的眼淚（내 맘 속의 눈물） | Lucia | 3:23 |
| 2.   | 我心裡的眼淚（Inst.）           |       | 3:23 |

- Part.5（發行日期：2018年9月4日）

| 曲序 | 曲目              | 演唱        | 时长 |
| ---- | ----------------- | ----------- | ---- |
| 1.   | Get Away          | 奉九（GB9） | 4:56 |
| 2.   | Get Away（Inst.） |             | 4:56 |

- Part.6（發行日期：2018年9月11日）

| 曲序 | 曲目                  | 演唱  | 时长 |
| ---- | --------------------- | ----- | ---- |
| 1.   | 我們現在（우리 지금） | Migyo | 3:10 |
| 2.   | 我們現在（Inst.）     |       | 3:10 |

- Part.7（發行日期：2018年9月17日）

| 曲序 | 曲目                  | 演唱   | 时长 |
| ---- | --------------------- | ------ | ---- |
| 1.   | 一起走吧（같이 걷자） | 朴宰正 | 3:46 |
| 2.   | 一起走吧（Inst.）     |        | 3:46 |

## 收視率
| 集數       | 播出日期   | 標題           | AGB收視率        | AGB收視率      | TNmS收視率       | TNmS收視率     |
| 集數       | 播出日期   | 標題           | 大韓民國（全國） | 首爾（首都圈） | 大韓民國（全國） | 首爾（首都圈） |
| ---------- | ---------- | -------------- | ---------------- | -------------- | ---------------- | -------------- |
| 1          | 2018/07/23 | 鐘(小鈴鐺)     | 5.7%             | 6.7%           | 5.8%             | 6.9%           |
| 2          | 2018/07/23 | 鐘(小鈴鐺)     | 7.1%             | 8.0%           | 6.4%             | 7.3%           |
| 3          | 2018/07/24 | 優雅的幽靈     | 6.9%             | 7.8%           | 6.2%             | 7.1%           |
| 4          | 2018/07/24 | 優雅的幽靈     | 8.2%             | 9.4%           | 7.5%             | 8.7%           |
| 5          | 2018/07/30 | 未知的國度們   | 7.6%             | 8.9%           | 7.8%             | 9.1%           |
| 6          | 2018/07/30 | 未知的國度們   | 8.8%             | 10.1%          | 8.5%             | 9.7%           |
| 7          | 2018/07/31 | 那就是真相嗎   | 7.3%             | 7.9%           | 6.2%             | 6.8%           |
| 8          | 2018/07/31 | 那就是真相嗎   | 9.0%             | 9.5%           | 7.8%             | 8.3%           |
| 9          | 2018/08/06 | 月光           | 7.2%             | 8.0%           | 7.2%             | 7.9%           |
| 10         | 2018/08/06 | 月光           | 8.8%             | 9.9%           | 8.3%             | 9.4%           |
| 11         | 2018/08/07 | 偷偷流下的眼淚 | 7.6%             | 8.6%           | 7.8%             | 9.0%           |
| 12         | 2018/08/07 | 偷偷流下的眼淚 | 9.1%             | 11.0%          | 9.0%             | 10.9%          |
| 13         | 2018/08/13 | 某個晴天       | 8.2%             | 9.5%           | 8.2%             | 9.4%           |
| 14         | 2018/08/13 | 某個晴天       | 9.7%             | 11.2%          | 9.2%             | 10.6%          |
| 15         | 2018/08/14 | 謎語變奏曲     | 8.4%             | 9.6%           | 7.7%             | 8.9%           |
| 16         | 2018/08/14 | 謎語變奏曲     | 10.5%            | 12.1%          | 9.0%             | 10.4%          |
| 17         | 2018/08/21 | 需要你         | 7.5%             | 8.9%           | 7.1%             | 8.6%           |
| 18         | 2018/08/21 | 需要你         | 9.9%             | 11.3%          | 9.5%             | 11.0%          |
| 19         | 2018/08/28 | 舒曼的夢幻曲   | 9.8%             | 11.3%          | 9.2%             | 10.7%          |
| 20         | 2018/08/28 | 舒曼的夢幻曲   | 10.8%            | 12.5%          | 10.4%            | 12.1%          |
| 21         | 2018/09/03 | 妳是我的避風港 | 8.7%             | 10.4%          | 9.4%             | %              |
| 22         | 2018/09/03 | 妳是我的避風港 | 10.2%            | 12.0%          | 10.3%            | %              |
| 23         | 2018/09/04 | 安慰           | 9.3%             | 10.8%          | 8.6%             | %              |
| 24         | 2018/09/04 | 安慰           | 10.8%            | 12.2%          | 10.4%            | %              |
| 25         | 2018/09/10 | 死亡與少女     | 9.5%             | 10.9%          | 8.2%             | %              |
| 26         | 2018/09/10 | 死亡與少女     | 10.9%            | 12.5%          | 9.6%             | %              |
| 27         | 2018/09/11 | 離別曲         | 8.9%             | 10.3%          | 8.6%             | %              |
| 28         | 2018/09/11 | 離別曲         | 10.4%            | 11.8%          | 9.8%             | %              |
| 29         | 2018/09/17 | 鐘 第二個故事  | 9.8%             | 11.6%          | 8.3%             | %              |
| 30         | 2018/09/17 | 鐘 第二個故事  | 10.7%            | 12.5%          | 9.8%             | %              |
| 31         | 2018/09/18 | 純真的心       | 9.2%             | 10.8%          | 8.7%             | %              |
| 32         | 2018/09/18 | 純真的心       | 11.0%            | 12.5%          | 10.4%            | %              |
| 平均收視率 | 平均收視率 | 平均收視率     | 8.98%            | 10.33%         | %                | %              |

- 收視最低的集數以藍色表示，收視最高的集數以紅色表示，而空格則表示該集的收視沒有相關數據。

## 同時段競爭作品
- KBS2 月火連續劇：《你也是人類嗎》、《Lovely Horribly》
- MBC 月火連續劇：《生死決斷羅曼史》
- tvN 月火連續劇：《一起吃飯吧3：Begins》、《百日的郎君》

## 記事
- 申惠善與趙成熙編劇繼《高校處世王》、《她很漂亮》後時隔3年後再次合作。

## 外部連結
- 韓國SBS官方網站 （页面存档备份，存于）
- 台灣八大電視官方網站 （页面存档备份，存于）（繁體中文）
- 雖然30但仍17-BLOG （页面存档备份，存于）
- NAVER上《雖然30但仍17》的資料
- Daum上《雖然30但仍17》的資料

| SBS 月火劇                                                                           | SBS 月火劇                                                               | SBS 月火劇                                                                                          |
| ------------------------------------------------------------------------------------ | ------------------------------------------------------------------------ | --------------------------------------------------------------------------------------------------- |
|                                                                                      | 雖然30但仍17 （2018年7月23日－2018年9月18日）                            | |
| 油膩的Melo （2018年5月7日－2018年7月17日）                                           | 狐狸新娘星 （2018年10月1日－2018年11月26日）                             | |
| 新加坡、 马来西亚、 · SONY ONE HD 星期二至三 20:15 - 21:30（与韩国同日播出）         |                                                                          | |
| 油腻的浪漫 （2018年5月8日－2018年7月18日）                                           | 虽然30但仍17 （2018年7月24日－2018年9月19日）                            | 狐狸新娘星 （2018年10月2日－2018年11月）                                                            |
| 臺灣 龍華偶像台 星期六、日 21:30 - 23:30（兩集連播）                                 |                                                                          | |
| 復仇筆記 （2018年8月11日－2018年9月1日）                                             | 雖已30但仍17 （2018年9月8日－2018年10月7日）                             | 媽媽好神 （2018年10月13日）狐狸新娘星 （2018年10月20日－2018年12月22日）                            |
| 香港 Now劇集台 每日 22:00 - 23:00                                                    |                                                                          | |
| 漢摩拉比小姐 （2019年1月12日－2019年2月3日）                                         | 雖然30但仍17 （2019年2月4日－2019年2月23日）                             | 我的ID是江南美人 （2019年2月24日－2019年3月16日）                                                   |
| 臺灣 八大戲劇台 星期一至五 23:00 - 00:00                                             |                                                                          | |
| 閣樓上的王子（重播） （2019年2月6日－2019年3月18日）                                 | 雖然30但仍17 （2019年3月19日－2019年4月17日）                            | 市政廳 （2019年4月18日－2019年5月17日）                                                             |
| 臺灣 八大綜合台 星期一至五 21:00 - 22:00                                             |                                                                          | |
| Healer治癒者（重播） （2019年2月7日－2019年3月19日）                                 | 雖然30但仍17 （2019年3月20日－2019年4月18日）                            | High 5 制霸青春（重播） （2019年4月19日－2019年5月10日）                                            |
| 马来西亚 Astro喜悦HD 我追韩剧 · 星期一至五 18:00 - 19:05 ·                           |                                                                          | |
| 油腻的浪漫 （2019年3月28日－2019年4月24日）                                          | 虽然30但仍17 （2019年4月25日－2019年5月16日）                            | 致亲爱的法官 （2019年5月17日－2019年6月6日）                                                        |
| 新加坡 新传媒U频道 星期六至日 21:00 - 23:00（兩集連播）                              |                                                                          | |
| 我的救护车 （2020年5月23日－2020年6月14日）天生一對 （2020年3月14日－2020年5月17日） | 虽然30但仍17 （2020年6月20日－2020年7月19日） （华语及韩语，双声道播出） | 妒海 （2020年7月25日 - 2020年9月5日）                                                               |
| （重播）星期一至五 18:00 - 19:00 （两集连播） 2月11、12日停播                        |                                                                          | |
| 我身後的陶斯（重播） （2021年1月14日－2021年2月16日）                                | 虽然30但仍17 （2021年2月17日－2021年3月16日）                            | 我的救护车（重播） （2021年3月17日－2021年4月6日） 妒海2019（重播） （2021年4月7日－2021年5月13日） |

| 臺灣 愛爾達影劇台 星期一至五 22:00 - 23:30  | 臺灣 愛爾達影劇台 星期一至五 22:00 - 23:30     | 臺灣 愛爾達影劇台 星期一至五 22:00 - 23:30 |
| ------------------------------------------- | ---------------------------------------------- | ------------------------------------------ |
|                                             | 雖然30但仍17 （2024年12月26日—2025年1月16日）  |                                            |
| 无用的谎言 （2024年11月6日—2024年11月27日） | 浪漫醫生金師傅 （2025年2月14日—2025年3月14日） |                                            |